# Hammam Bou Hadjar (station thermale)
 (août 2018).
Si vous disposez d'ouvrages ou d'articles de référence ou si vous connaissez des sites web de qualité traitant du thème abordé ici, merci de compléter l'article en donnant les références utiles à sa vérifiabilité et en les liant à la section « Notes et références ».
Hammam BouHadjar est une station thermale en service depuis 1974, située dans la commune de Hammam Bou Hadjar, dans la wilaya d'Ain Temouchent.
La station thermale est gérée par l'entreprise de gestion touristique de Tlemcen (EGTT) et sous le patronage du Groupe Hôtellerie Tourisme Thermalisme (HTT).

## Situation
Cette station proche de la ville d'Aïn Témouchent à 90 km d'Oran, elle est située à la commune de Hammam Bouhadjar dans la wilaya de Ain Temouchent.
La station est desservie par un réseau routier local  à savoir la nationale (N2) et (N95) ainsi que l'autoroute Est-Ouest (A1).

## Source exploitée
L’eau thermale de Hammam Bouhadjar provient des sources profondes de la région d’Ain Témouchent. D’une température thermale variant de 57 à 72 °C, la source de Hammam Bouhadjar est hyperthermale avec forte teneur en CO2, chlorurée sodique.